# Rosyjski szanson

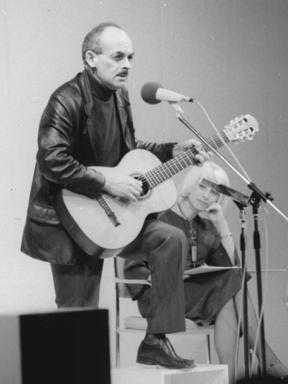
Bułat Okudżawa, Pałac Republiki w Berlinie Wschodnim, 1976

 Szanson (z fr. chanson „pieśń, piosenka”) – termin zbiorczy określający rozmaite gatunki muzyki krajów dawnego ZSRR, m.in. piosenki autorską, miejski romans, niektóre pieśni o tematyce wojennej, a także, w dużej mierze, muzykę związaną ze światem przestępczym. Termin pojawił się w latach 1990., kiedy to elementy ostatnio wspomnianej muzyki zaczęły pojawiać się na estradzie, w radio i telewizji.
W przemyśle muzycznym termin szanson był popularyzowany przez stację radiową o tej samej nazwie. W tej kategorii mieścili się tak różniący się między sobą wykonawcy, jak Aleksandr Wiertinski, Piotr Leszczenko, Bułat Okudżawa, Arkadij Siewierny, Klawdia Szulżenko, Mark Bernes, czy Michaił Szufutinski.
Od roku 2001 w Państwowym pałacu kremlowskim odbywa się corocznie ceremonia wręczania nagrody Szanson roku.

## Historia

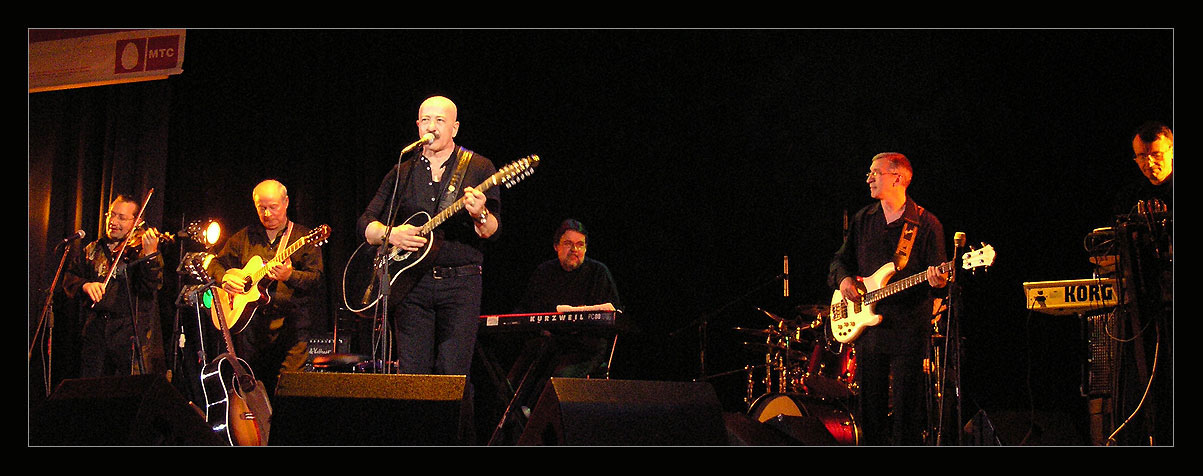
A.Rozenbaum i Bracia Żemciużnyje na koncercie w Kursku

Korzeni współczesnego szansona należy szukać wśród dawnych pieśni więziennych i galerniczych XVI–IX w. oraz muzyki kontestatorów, buntujących się wobec istniejących norm życia.
Na przełomie wieków XIX i XX francuskie piosenki o lekkim charakterze (szansonetki) przeniknęły do rosyjskiej kultury, gdzie uległy asymilacji przejmując elementy rosyjskich piosenek folkowych, muzyki przedmieścia romansów cygańskich, piosenek petersburskich i odeskich kuplecistów, muzyki biesiadnej i piosenek świata przestępczego. Od lat 30. XX wieku szanson był zakazany i rozwijał się „w podziemiu” oraz w środowisku rosyjskich emigrantów. Dopiero w roku 1957, kiedy to w Moskwie, na Ogólnowiatowym Festiwalu Młodzieży i Studentów swoje piosenki zaśpiewał Yves Montand, światowy szanson wszedł na rosyjską estradę. Pojawili się tacy wykonawcy, jak Mark Bernes, i Żan Tatljan, bardowie Jewgienij Agranowicz, Aleksandr Galicz i Wadimir Wysockij, Julij Kim, Aleksandr Gorodnickij, Aleksandr Dułow i inni; działajcy „w podziemiu”: Arkadij Siewiernyj i Konstatntin Bieljajew, zespół Bracia Żemciużnyje (Братья Жемчужные). Magadancy (Магаданцы), Oberton.

## Charakterystyka
Czasem pod pojęciem szanson rozumie się utwory w jakiś sposób powiązane ze środowiskiem więziennym, ludźmi w niewoli. Jednak współczesny szanson jest o wiele bardziej bogaty. Nowy rosyjski szanson wchłonął wielowiekową historię tego gatunku. Zawiera elementy pieśni bardowskiej, romansu miejskiego, pieśni o tematyce patriotycznej i wojennej. Szanson jest łatwo rozpoznawalny. Typowy utwór tego gatunku jest syntezą poezji i muzyki. Wielu współczesnych przedstawicieli tego gatunku przywiązuje ogromną wagę nie tylko do treści utworów, ale także ich aranżacji (Anatolij Dnieprow, Michaił Krug, Sawa Miedniak, Aleksandr Kalianow, Aleksandr Rozenbaum). Niebagatelną rolę odgrywa intonacja wykonującego utwór, jego głos, gestykulacja i mimika. Tematyka odzwierciedla problemy człowieka, jego bolączki; oddaje rosyjską mentalność, charakter „rosyjskiej duszy”, jej istotę. Jest muzyką odwołującą się do uczuć i z uczuciem wykonywaną.
Wśród artystów, którzy rozpowszechnili szanson wykonując ten gatunek na estradzie, w radio i telewizji należy wymienić następujące osoby i zespoły: Stanisław Sarmatow, Julij Ubiejko, zespół Wilhelma Gartiewielda, kwartet Sibirskich Bradjag A. Girnjaka i T. Stroganowa, Jakow Jadow, Miron Jampolski, Leonid Utiosow, Ałła Bajanowa.
Istnieje też szczególny gatunek tej muzyki: pieśni rosyjskich emigrantów, którzy żyli lub żyją w Ameryce, Niemczech, Francji. Należą tu m.in. tacy artyści, jak Aleksandr Wiertinski, Michaił Szufutinski, Ljuba Uspienska, Wilja Tokariow i wielu innych.